# Шапочка (зачіска)

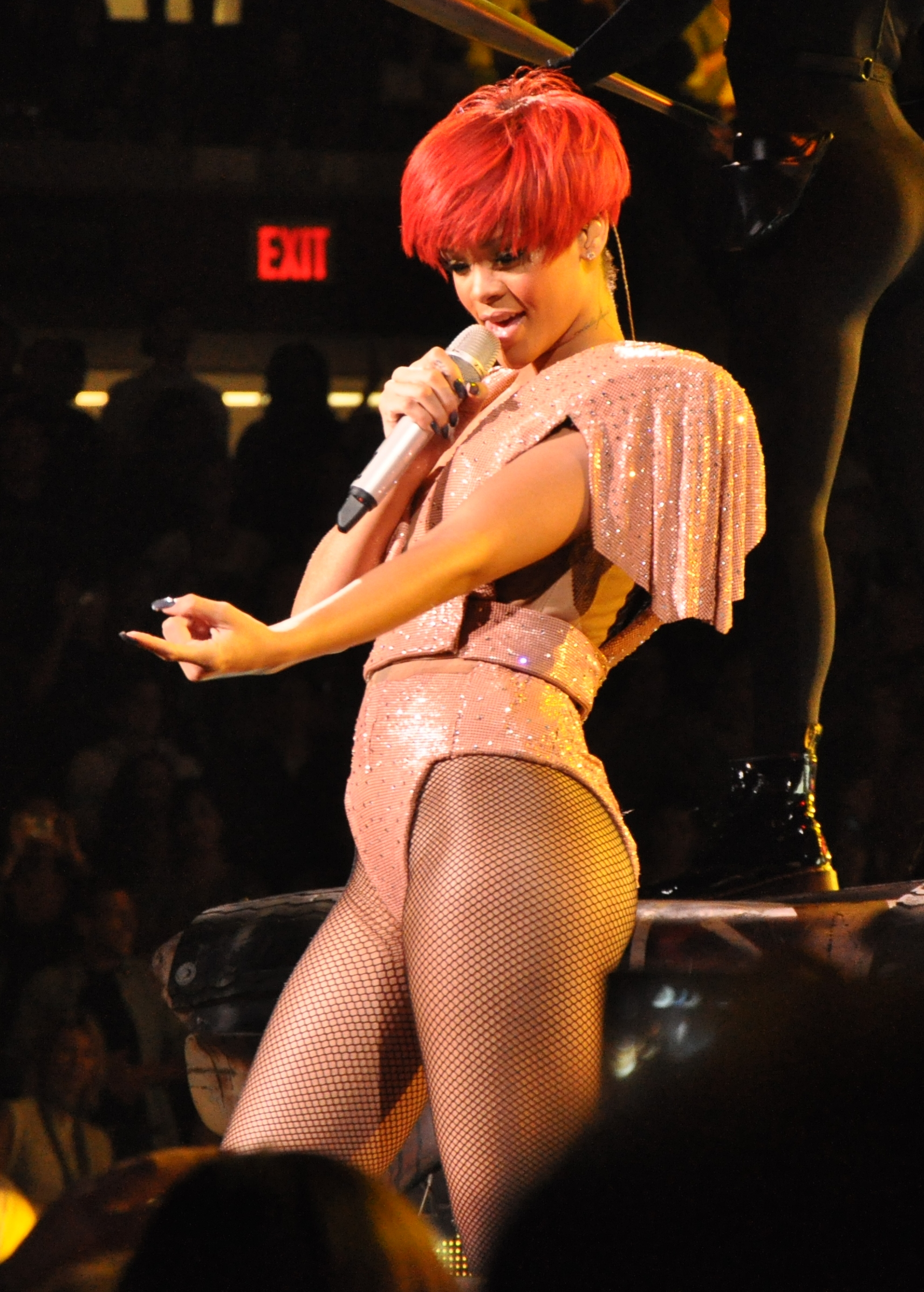
Ріанна із зачіскою шапочка

Шапочка  - зачіска яка вирізняється коротко підстриженим волоссям в нижній частині голови, та поступовим збільшенням довжини прядок до маківки. Довжина волосся ідентична по окружності голови. Довжина прядок на потилиці найменша.Іноді назвою "шапочка" також називають зачіску сессон.

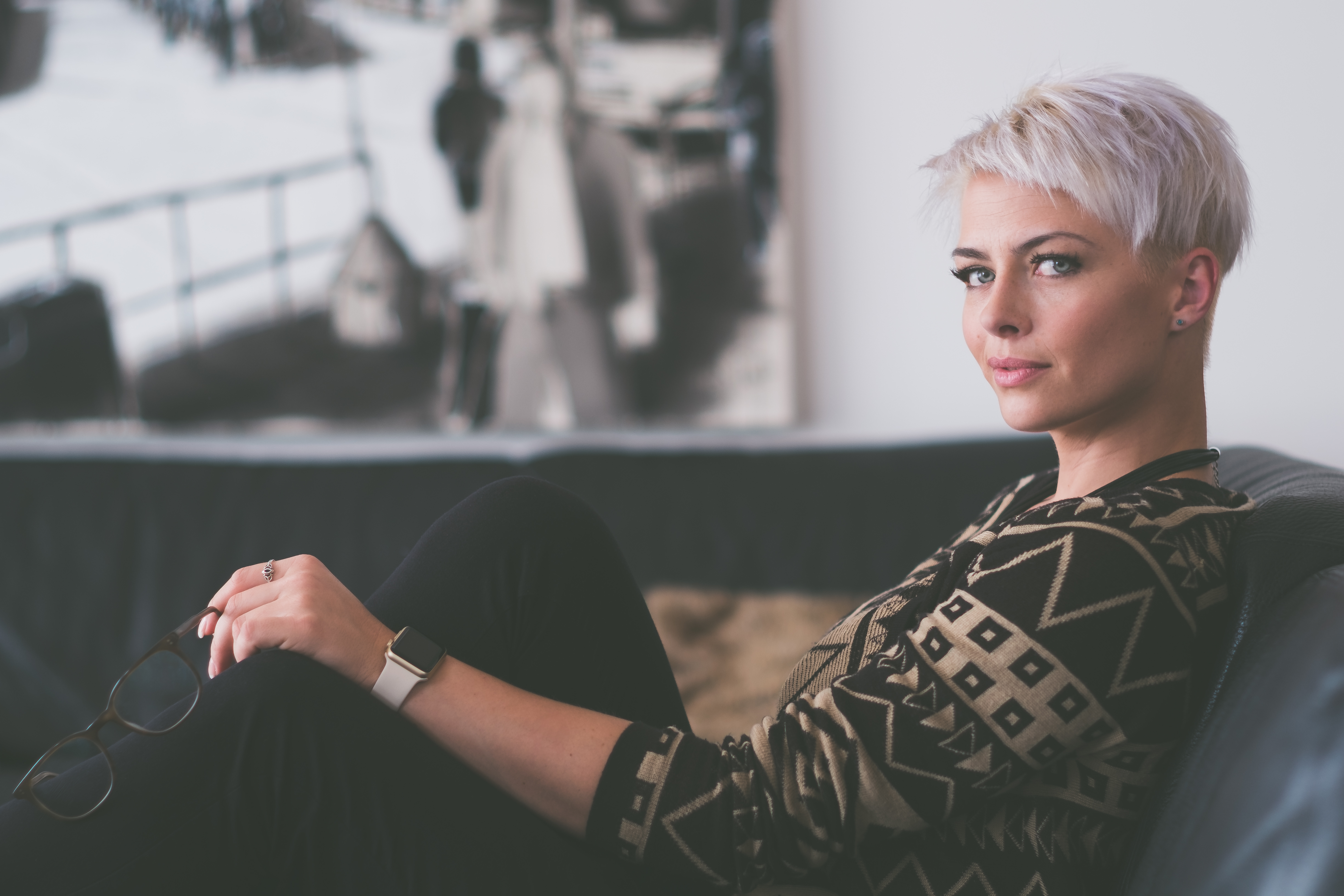
Жінка із зачіскою шапочка

Зачіска шапочка зявилася в 1960х роках на основі традиційної чоловічої зачіски "під горшок" проте шапочка набагато більш складніша зачіска що вимагає значних професійних навиків від перукаря. 
Свою назву стрижка шапочка отримала через особливості силуету, який відрізняється м'якістю та плавністю контурів, але водночас має чітку та об'ємну структуру
.
Зачіска шапочка є чудовим варіантом для власниць тонкого волосся, оскільки через особливості форми створює додатковий об'єм. Підходить для жінок з тонкими рисами обличчя і ефектно виглядає на рівному або трохи хвилястому волоссі. А ось дамам з густим, жорстким або занадто кучерявим волоссям робити таку стрижку не рекомендується. В силу природних особливостей такі типи волосся не піддаються правильному укладанню, вони все одно будуть стирчати і стовбурчитися в різні боки, порушуючи гармонію і цілісність зачіски
.
Хоча жіноча зачіска “шапочка” трохи обмежує кількість варіантів укладання, навіть настільки коротке волосся можна оформити в кілька різних варіантів. Стандартний варіант  це пряме гладке волосся, укладене без проділу від маківки. Його виконання вимагає використання круглої гребінця-брашінга і прасок для випрямлення волосся. Фото стрижки “шапочка” на коротких волоссі зазвичай ілюструють саме таку класичну укладання 
.